# مسابقه مای‌سیمز
مسابقه مای‌سیمز (به انگلیسی: MySims Racing) یک بازی ویدئویی منتشر شده توسط شرکت الکترونیک آرتز است. این بازی در تاریخ ۸ ژوئن ۲۰۰۹ عرضه شده و سازنده آن آرتیفیشال مایند اند موومونت است.